# Bågatjärnen, Dalarna
Bågatjärnen är en sjö i Mora kommun i Dalarna och ingår i Dalälvens huvudavrinningsområde.